# Sopwith Snail
El Sopwith 8F.1 Snail fue un prototipo de avión de caza británico de la época de la Primera Guerra Mundial. No tuvo éxito y fue abandonado debido a un motor poco fiable.

## Diseño y desarrollo
El Sopwith 8F.1 Snail fue diseñado por Herbert Smith de la Sopwith Aviation Company para cubrir la Especificación A.1A del Ministerio del Aire por un caza ligero con un rendimiento superior al Sopwith Camel. Herbert Smith diseñó un pequeño biplano de un solo vano, propulsado por el motor radial ABC Wasp de 127 kW (170 hp). El 31 de octubre de 1917 se realizó un pedido inicial de seis prototipos con una estructura convencional de madera y tela, pero se revisó en noviembre para equipar dos aviones con un fuselaje monocasco de contrachapado.
El primer prototipo, número de serie C4284, con fuselaje convencional (que dio lugar a la designación Snail Mk.II), voló en abril de 1918. Sus alas poseían un ligero decalaje negativo  (12,7 cm), con el piloto sentado debajo de un gran recorte en el ala superior, de modo que su cabeza sobresaliera a través del recorte. El armamento consistía en dos ametralladoras Vickers sincronizadas, montadas dentro del fuselaje, y una ametralladora Lewis montada sobre el ala superior. En mayo siguió un segundo prototipo (número de serie C4288), con fuselaje monocasco (y, por lo tanto, denominado Snail Mk. I). Además del fuselaje, el Snail Mk. I se diferenciaba en las alas, que, aunque usando superficies idénticas, estaban instaladas con 22 pulgadas de decalaje, estando la cabina del piloto detrás del borde de salida del ala superior.
Ambos prototipos fueron enviados en mayo a Martlesham Heath para realizar pruebas oficiales. Aunque el rendimiento era razonable, siendo un poco más rápido que el Camel y ascendiendo más rápido, el manejo resultó pobre, particularmente a baja velocidad, y al igual que con los otros cazas con motor Wasp construidos para cubrir la Especificación A.1A, el mismo resultó poco fiable, y el concurso se abandonó en octubre de 1918. Los dos prototipos completos fueron desguazados para obtener leña en noviembre de 1919.

## Variantes
Snail Mk. I
Segundo prototipo de caza con fuselaje monocasco.
Snail Mk. II
Primer prototipo, con fuselaje convencional.

## Especificaciones (segundo prototipo)
Referencia datos: Bruce

### Características generales
- Tripulación: Uno (piloto)
- Longitud: 5,8 m (19 ft)
- Envergadura: 7,7 m (25,3 ft)
- Altura: 2,5 m (8,2 ft)
- Superficie alar: 23 m² (247,6 ft²)[7]
- Peso vacío: 630 kg (1388,5 lb)
- Peso cargado: 871 kg (1919,7 lb)
- Planta motriz: 1× motor radial de 7 cilindros refrigerado por aire ABC Wasp.
  - Potencia: 130 kW (179 HP; 177 CV)
- Hélices: Bipala de paso fijo

### Rendimiento
- Velocidad máxima operativa (Vno): 200 km/h (125 MPH; 108 kt) a 3000 m (10 000 pies)
- Techo de vuelo: 5600 m (18 373 ft)
- Tiempo a altitud:

  - 9 min 55 s para a 3000 m (10 000 pies)
  - 19 min 55 s para 4600 m (15 000 pies)

### Armamento
- Ametralladoras: 

  - 2x Vickers de 7,7 mm frontal fija sincronizada
  - 1x Lewis de 7,7 mm frontal fija  sobre el ala superior

## Aeronaves relacionadas

### Aeronaves similares
- BAT Bantam
- Westland Wagtail

### Secuencias de designación
- Secuencia _F._ (interna de Sopwith): ← 4F.1 - 5F.1 - 7F.1 - 8F.1 - 3F.2 (I) - 3F.2 (II)